# Sugar Walls
"Sugar Walls" é um single promocional do primeiro álbum de estúdio "Poe Little Rich Girl" da rapper americana Jacki-O. O single foi produzido por Red Spyda, escrito por A. Kohn e Thellusma, enquanto o designe do encarte feito por EgoGrafx.

## Faixas
- US CD Single[1]

1. "Sugar Walls (Clean)" - 4:03
2. "Sugar Walls (Instrumental)" - 3:52
3. "Sugar Walls (Dirty)" - 4:00
4. "Sugar Walls (Acapella Dirty)" - 3:59